# Don Bexley
Don Bexley est un acteur américain, né le 10 mars 1910 à Jamestown en Virginie aux États-Unis, mort le 15 avril 1997  à Hampton en Virginie.

## Filmographie
- 1972 : On s'fait la valise, Doc ? (What's Up, Doc?) de Peter Bogdanovich : Porter
- 1973 : Tenafly (TV)
- 1976 : Sparkle (en) : Bubbles
- 1977 : The Sanford Arms (en) (série TV) : Bubba Bexley
- 1980 : La Puce et le Grincheux (Little Miss Marker) de Walter Bernstein : Sam
- 1988 : Enquête en tête (Vibes) de Ken Kwapis : Lou